# Ruwenzori-Schwarzstirnducker
Der Ruwenzori-Schwarzstirnducker (Cephalophorus rubidus, früher Cephalophus rubidus), auch Ruwenzoriducker genannt, ist eine Art der Ducker aus dem zentralen Afrika. Sie ist auf das Ruwenzori-Gebirge beschränkt und bewohnt dort als eines der wenigen größeren Säugetiere des afrikanischen Kontinents extrem hohe Lagen in bis zu 4200 Metern über dem Meeresspiegel. Auffällig sind die tief rotbraune Färbung und das wollige Fell. Über die Lebensweise der Tiere liegen kaum Informationen vor. Die Duckerart wurde lange Zeit als Unterart des Schwarzstirnduckers betrachtet, der teilweise ebenfalls in der Region vorkommt. Genetische Analysen sprechen aber eher für eine Eigenständigkeit des Ruwenzori-Schwarzstirnduckers. Er wurde Anfang des 20. Jahrhunderts wissenschaftlich beschrieben. Da sein Lebensraum überwiegend auf den Rwenzori-Mountains-Nationalpark beschränkt ist, gilt der Bestand als stark gefährdet.

## Merkmale

### Habitus
Der Ruwenzori-Schwarzstirnducker ist ein mittelgroßer Ducker. Er besitzt eine Kopf-Rumpf-Länge von rund 75 cm, hinzu kommt noch ein rund 10 cm langer Schwanz. Die Schulterhöhe liegt bei etwa 45 cm, während das Gewicht rund 15 kg beträgt. Die Duckerart hat ein dichtes und eher wolliges Fell, am Nacken treten längere und gröbere Haare auf. Das Fell ist glänzend und am Rücken intensiv rotbraun gefärbt, an den Seiten wird es zunehmend heller. Auf der Mittellinie des Rückens verläuft ein brauner Streifen vom Nacken bis zur Schwanzwurzel, der durch Haare mit rotbrauner Spitze und brauner Basis entsteht. Der Bauch und die Brust sind weißlich getönt ebenso wie das gesamte Unterfell. Die Vorderbeine entsprechen in ihrer Färbung dem Rücken, die Gelenke heben sich aber durch dunkelbraune Zeichnungen hervor. Die Hinterbeine sind dagegen einschließlich der Hufe schwarz gefärbt. Im Gegensatz zum Schwarzstirnducker (Cephalophorus nigrifrons) sind die Beine und Hufe proportional nicht ganz so lang. Der buschige Schwanz ist oberseits eher schwarz, unterseits weiß gefärbt, auch an der Schwanzspitze treten weiße Farbtöne auf. Die Kopffarbe unterscheidet sich kaum vom Rotbraun des Rückens, auffällig erscheint hier ein schwarzer oder dunkelbrauner Streifen, der sich von der Nase bis zur Stirn zieht. Im Kontrast dazu steht das weißliche Kinn. Wie bei allen Duckern treten Hörner bei beiden Geschlechtern auf, sie erreichen Längen von 8 bis 9 cm.

### Schädelmerkmale
Der Schädel wird bei Männchen durchschnittlich 17,2 cm lang, bei Weibchen 18 cm. Das Gebiss besteht aus insgesamt 32 Zähnen und hat folgende Zahnformel: {\displaystyle {\frac {0.0.3.3}{3.1.3.3}}}.

## Verbreitung
Das Verbreitungsgebiet des Ruwenzori-Schwarzstirnduckers ist auf das Ruwenzori-Gebirge im Westen Ugandas begrenzt. Ein Auftreten auch an den Virunga-Vulkanen, wo der Schwarzstirnducker vorkommt, konnte bisher nicht bestätigt werden. In der Regel hält sich die Duckerart in Berghöhen von 1300 bis 4200 m auf, häufig wird sie dicht unterhalb der Schneegrenze gesehen. Der Lebensraum besteht aus Kosobaum-Waldlandschaften, in tieferen Lagen auch aus Bambus-Pflanzengemeinschaften. Dabei tritt der Ruwenzori-Schwarzstirnducker überwiegend in Feuchtlandschaften auf, die mit Seggen bestanden sind, oder in Moorgebieten, in welchen Strohblumen, Frauenmantel, Lobelia oder Dendrosenecio dominieren. Gelegentlich wird er auch in mit Heidekräutern durchsetzten Wiesenlandschaften sowie an felsigen Hängen gesichtet.

## Lebensweise
Die Lebensweise des Ruwenzori-Schwarzstirnduckers ist so gut wie unerforscht. Als eines der wenigen größeren Säugetiere Afrikas ist er an extrem hohe Gebirgslagen angepasst und toleriert daher sehr niedrige Nachttemperaturen und intensiven Sonnenschein wie auch extrem feuchte Witterung. Dadurch ist er vergleichbar mit anderen Hochgebirgsspezialisten wie dem Grauen Goral (Naemorhedus goral) oder der Gämse (Rupicapra rupicapra). Aufgrund der weniger langen Beine und Hufe ist die Art allerdings nicht ganz so gut an feuchtes Gelände adaptiert wie der Schwarzstirnducker. Die Tiere sind überwiegend tagaktiv, können aber bei ungünstigen Wetterbedingungen wie Regen auch nachts auftreten. Es ist dadurch möglich, dass die einzelnen Aktivitätsphasen eher jahreszeitlich abhängig sind. Offenere Gebiete wie Wiesen betreten sie meist während der Dämmerungsphasen. In der Regel tritt der Ruwenzori-Schwarzstirnducker einzeln auf und lebt territorial. In der Ernährungsweise gleicht er wahrscheinlich stärker den Vertretern des Schwarzstirnduckers, die in den höheren Lagen der Virunga-Vulkane vorkommen, als denen des westlicher gelegenen Tieflands. Wie bei ersteren stellen wahrscheinlich aufgrund der größeren Seltenheit von Früchten eher Blätter, Kräuter und Flechten die Hauptnahrung. Über das Fortpflanzungsverhalten ist nichts bekannt.

## Systematik
Der Ruwenzori-Schwarzstirnducker ist eine Art aus der Gattung Cephalophorus und der Familie der Hornträger (Bovidae). Innerhalb der Hornträger wird Cephalophorus zur Tribus der Ducker (Cephalophini) gestellt, der noch fünf weitere Gattungen angehören. Die Ducker stellen zumeist kleinere bis mittelgroße Vertreter der Hornträger dar, die einen kompakten Körperbau besitzen und in Afrika endemisch verbreitet sind. Mit Ausnahme der Gattung Sylvicapra, dessen Angehörige Savannenlandschaften bewohnen, sind die Ducker überwiegend an waldreiche Habitate angepasst.
Die wissenschaftliche Erstbeschreibung des Ruwenzori-Schwarzstirnducker stammt von Oldfield Thomas aus dem Jahr 1901. Er führte sie anhand eines Individuums durch, dem der Kopf fehlte. Das Tier stammte aus dem Ruwenzori district und war von Henry Hamilton Johnston während einer im Vorjahr durchgeführten Expedition in die Region den dortigen Einheimischen abgekauft worden. Das Gebiet gilt als Typusregion der Art. Als Artnamen nannte Thomas Cephalophus rubidus. Er erkannte eine nahe Beziehung zum Schwarzstirnducker, bemerkte aber auch in dem dickeren und wolligeren Fell und der tieferen Farbgebung deutliche Unterschiede.
Die Gattung Cephalophus war vor allem im 19. und 20. Jahrhundert ein „Auffangbecken“ für die meisten kleinen Duckerarten. Sie erwuchs daher zu einer recht artenreichen Gruppe. Eine molekulargenetische Studie aus dem Jahr 2001 wies die einzelnen Arten der Gattung dann insgesamt drei Entwicklungslinien zu. Eine Linie umfasste die Riesenducker mit dem Jentink-Ducker und dem Schwarzrückenducker. Die formenreichen Rotducker bilden dagegen zwei Gruppen, einerseits die westafrikanischen Rotducker, so den Petersducker und den Ogilby-Ducker, andererseits die ostafrikanischen Rotducker, etwa den Natal-Rotducker und den Harvey-Rotducker. Diese Dreiteilung der Gattung Cephalophus konnte durch eine spätere, im Jahr 2012 veröffentlichte Untersuchung prinzipiell bestätigt werden. Sie zeigte auch auf, dass sich die Aufsplittung der ostafrikanischen Rotducker etwa im Übergang vom Pliozän zum Pleistozän vor rund 2,4 bis 1,2 Millionen Jahren vollzog. Als ein weiteres Ergebnis der genetischen Untersuchungen erwies sich allerdings Sylvicapra als die Schwestergruppe der Riesenducker, wodurch die Gattung Cephalophus paraphyletisch wurde. Angedacht wurde daher, die Rotducker aus Cephalophus herauszulösen. Dafür schlug Alexandre Hassanin im Jahr 2012 den Gattungsnamen Cephalophorus vor. Die Anregung wurde im Jahr 2022 durch ein Wissenschaftlerteam um Eva V. Bärmann umgesetzt.
Der Ruwenzori-Schwarzstirnducker wurde aufgrund seiner äußeren Merkmale im Verlauf des 20. Jahrhunderts häufig dem Schwarzstirnducker als Unterart zugewiesen, teilweise galt er auch als Unterart des Natal-Rotduckers, in beiden Fällen wäre er ein Vertreter der ostafrikanischen Rotducker. Es wurde aber auch teilweise angenommen, dass der Ruwenzori-Schwarzstirnducker eine eigenständige Art darstellt, die durch ihre dunklere Farbgebung, der weißen Unterwolle und den weniger ausgeprägten langen Beinen vom Schwarzstirnducker abweicht. In die höheren Lagen des Ruwenzori-Gebirges wurde die Art möglicherweise durch die Ankunft des Schwarzstirnduckers abgedrängt. Die bereits erwähnte genetische Studie aus dem Jahr 2001 erbrachte abweichend von dieser Meinung, dass der Ruwenzori-Schwarzstirnducker nicht mit den ostafrikanischen Rotduckern, sondern mit den westafrikanischen näher in Beziehung steht. Resultierend daraus empfahl sie, den Ruwenzori-Schwarzstirnducker als eigenständige Art anzuerkennen. Da das untersuchte Material nur aus einem einzelnen Zahn aus dem Naturhistorischen Reichsmuseum in Stockholm bestand, wurde der Verdacht einer Fehlbestimmung des Objekts geäußert. In ihrer generellen Revision der Hornträger aus dem Jahr 2011 erhoben Colin Peter Groves und Peter Grubb den Ruwenzori-Schwarzstirnducker in einen eigenen Artstatus. Im Bezug auf die mögliche genetische Verwandtschaftsbeziehung mit den westafrikanischen Rotduckern merken sie aber an: this is such a surprising result that it must surely be questioned as to whether the specimen from which they obtained their sample really was C. rubidus („dies ist ein so überraschendes Ergebnis, dass sicherlich die Frage gestellt werden muss, ob das Stück, aus dem sie [die Forscher] ihre Probe entnommen haben, tatsächlich C. rubidus war“). Weitere genetische Untersuchungen bestätigten vorerst die vorangegangenen Ergebnisse. Der Ruwenzori-Schwarzstirnducker steht möglicherweise dem Schwarzducker nahe.

## Bedrohung und Schutz
In den 1960er bis 1990er Jahren unterlag der Ruwenzori-Schwarzstirnducker einem hohen Jagddruck, vor allem durch die Bakonjo aus den umliegenden Gebieten. Dies konnte durch die Einrichtung des Rwenzori-Mountains-Nationalparks im Jahr 1991 abgemildert werden. Möglicherweise leben nur noch einige wenige Tausend Individuen, die überwiegend auf den Nationalpark begrenzt sind. Das Überleben der Art ist dadurch abhängig von den effektiven Schutzmaßnahmen in diesem Gebiet. Die IUCN stuft den Ruwenzori-Schwarzstirnducker als „stark gefährdet“ (endangered) ein.